# Groeningepoort

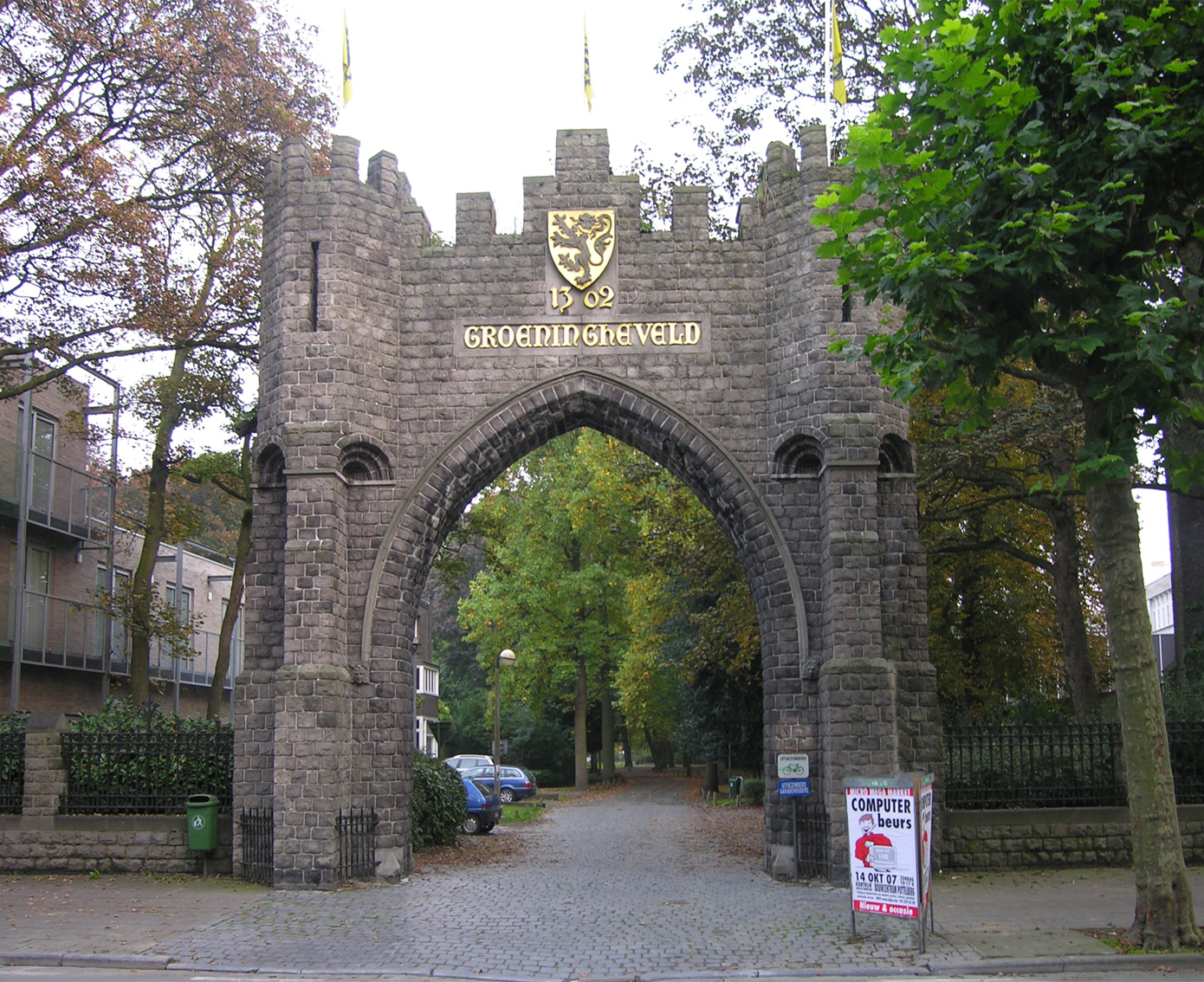
De Groeningepoort

De Groeningepoort is een herdenkingsmonument in de Belgische stad Kortrijk. De triomfboog werd gebouwd naar aanleiding van de 600ste verjaardag van de Guldensporenslag en geeft toegang tot het Groeningepark waar tijdens de middeleeuwen het Groeningeveld lag. In dit Groeningepark bevindt zich tevens het vergulde Groeningemonument. De Groeningepoort werd in 1908 in Ardense steen opgetrokken en draagt als opschrift 1302 – Groeningheveld.